# Teatro Sant’Angelo

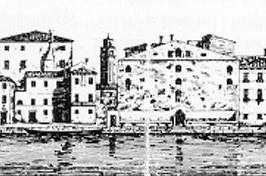
Teatro Sant’Angelo

Das Teatro Sant’Angelo (im venezianischen Dialekt: Teatro San Angelo) war ein Theater- und Opernhaus in Venedig, das 1677 eröffnet wurde (Architekt Francesco Santurini) und bis 1803 bestand. Hier wurden viele der Opern von Antonio Vivaldi uraufgeführt, der es auch immer wieder musikalisch und zeitweilig als Impresario leitete. Es befand sich am Canal Grande nahe der Rialtobrücke. Es wurde von den Familien Marcello und Capello betrieben, von denen dort zuvor Stadthäuser standen.

## Geschichte
Das Teatro Sant’Angelo war das letzte der eigenständigen großen öffentlichen Opernhäuser des 17. Jahrhunderts, die in der Gründerzeit der Oper in Venedig errichtet wurden und bis in die ersten Jahre des 19. Jahrhunderts überdauerten. Es begann mit dem Teatro San Cassiano (das aber noch in einem Privathaus war) 1637, dem Teatro Santi Giovanni e Paolo 1639, dem Teatro San Salvador 1661, und dem Teatro San Giovanni Crisostomo 1667. Das Teatro San Samuele wurde 1655 gegründet, spielte aber zunächst Theaterstücke. Benannt wurden sie meist nach dem Kirchenbezirk. Das Sant’Angelo gehörte zu den kleineren Opernhäusern. Es hatte 136 Logen.
Die Eintrittsgelder der venezianischen Opernhäuser betrugen in der Regel 2 Lire (was bis etwa 1770 gleich blieb), von denen die Theater nicht existieren konnten – Vermietung von Logen an wohlhabende Familien und Personen kam als wesentliche Einnahmequelle hinzu. Gespielt wurde im Karneval (26. Dezember bis 30. März), später kamen die Himmelfahrtszeit (zweiter Ostertag bis 15. Juni) und eine Herbstsaison dazu (1. September bis 30. November). Die Opern waren schwach beleuchtet. Dafür hatten die meisten Zuschauer Kerzen, um etwa im Text nachzulesen.
Die erste hier aufgeführte Oper war Helena rapita da Paride von Domenico Freschi (1677), gefolgt von Opern von Francesco Gasparini, Tomaso Albinoni und Giovanni Bononcini, Antonio Lotti, Baldassare Galuppi und Vivaldi, der hier 1714 seine zweite Oper Orlando finto pazzo uraufführte. Allein bis 1700 wurden 43 Opern herausgebracht. Es wurden auch viele erfolgreiche Stücke von Carlo Goldoni gespielt, dank dessen enger Verbindung zu dem Komödianten (Capocomico) Girolamo Medebach (1706–1790).
1803 wurde es wie andere Theater in Venedig unter Napoleonischer Besatzung geschlossen, war Warenlager und nach Umbau der Palazzo Barocci (heute ein Viersternehotel).